# نواه بروكس
نواه بروكس (بالإنجليزية: Noah Brooks)‏ هو صحفي أمريكي، ولد في 24 أكتوبر 1830 في كاستين في الولايات المتحدة، وتوفي في 16 أغسطس 1903 في باسادينا في الولايات المتحدة.